# Cornelius Johannes de Groot

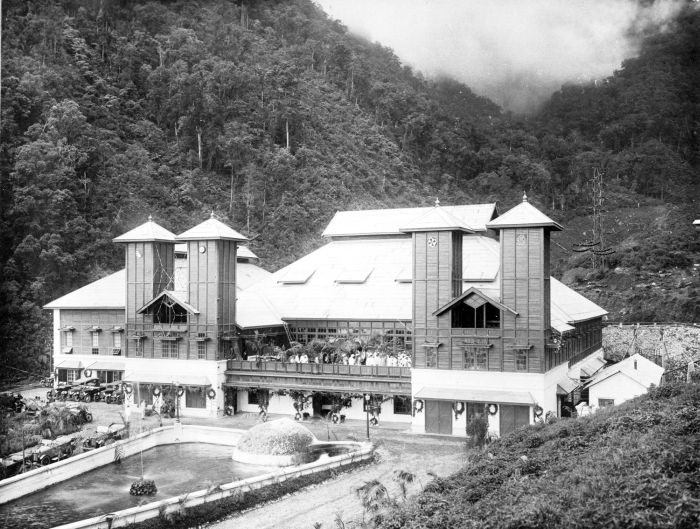
Het gebouw van het Gouverments Radio Station Malabar

Cornelius Johannes de Groot (Den Helder, 27 januari 1883 - a/b van s.s. Jan Pietersz. Coen in het Suezkanaal, 1 augustus 1927) was een pionier op het gebied van radiotechniek in Nederlands-Indië, hoofd Technische Telegraaf- en Telefoondienst Nederlandsch-Indië en ontwerper en oprichter van zendstation Radio Malabar.

## Loopbaan
De Groot werd als enig kind geboren uit het huwelijk van Balthazar de Groot, kapitein-ter-zee, en Maria Reinders. Hij groeide op in Den Helder en volgde na de lagere school de HBS-opleiding. Hierna studeerde hij werktuigbouwkunde aan de Polytechnische School in Delft, behaalde het ingenieursdiploma, waarna hij een opleiding elektrotechniek in Karlsruhe volgde en in 1906 afstudeerde. Zijn huwelijk in 1908 met Antonia Guhl bleef kinderloos.

### Radio-telegrafie

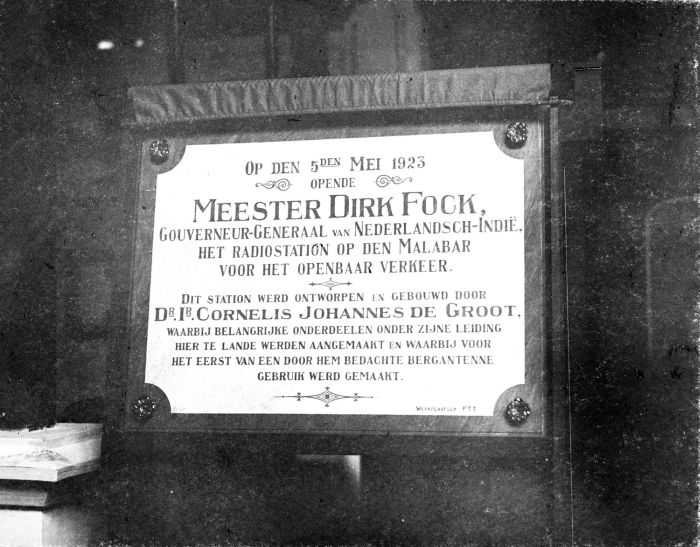
Gedenksteen geplaatst ter gelegenheid van de opening van het Gouvernements Radio Station Malabar door Gouverneur-Generaal Dirk Fock in 1923 en de door De Groot ontworpen bergantenne.

Na een korte periode werkzaam te zijn geweest bij General Electric Co, Ltd. in Berlijn, vertrok hij in 1908 naar Nederlands-Indië en werd daar aangesteld tot ingenieur bij het departement van Gouvernements-bedrijven, afdeling Staatsbedrijf der Post en Telegrafie (P&T). Aanvankelijk werd hij tewerkgesteld bij de afdeling telegrafie, maar omdat hij reeds vanaf zijn vijftiende radioamateur was, die zich bezighield met zowel ontvangen als met zendexperimenten, werd hij overgeplaatst naar de radioafdeling. Het eerste Indische station voor draadloze telegrafie in Sabang, kwam onder zijn leiding in 1911 gereed. In 1913 kwamen daar nog stations bij op Ambon, Timor en Sitoebondo op Oost-Java. In 1916 had hij zoveel ervaringen opgedaan in de gedragingen van uitgezonden radiogolven in en vanuit de tropen, dat hij deze tijdens zijn verlof verwerkte in zijn dissertatie, getiteld Radio-telegrafie in de tropen, waarin hij stelde dat een directe radioverbinding tussen Nederland en Indië in beginsel mogelijk was. Hij slaagde cum laude.
Door het uitbreken van de Eerste Wereldoorlog werd door de Nederlandse regering naar een andere mogelijkheid gezocht dan naar telegrafie via de kabels, omdat hierbij obstructies mogelijk waren en geheimhouding van berichten niet kon worden gegarandeerd. De Groot werd hiertoe op verkenning Europa ingestuurd, waarbij hij belandde bij de Berlijnse zender Nauen. Hier raakte hij zeer onder de indruk van de Poulsen-booglampzender voor telegrafie. Terug in Indië op zijn standplaats Radiolaboratorium Bandoeng, werd De Groot hier tot Chef Radiodienst bevorderd. Tijdens zijn afwezigheid bleek dat het station Sabang signalen had ontvangen van de Duitse zender Nauen, waaruit hij afleidde dat een rechtstreekse radioverbinding tussen Nederland en Indië, over een afstand van 20.000 km, mogelijk was. De Groot kon die bevestigingen, nadat hij met een door hemzelf aangepaste Telefunken-ontvanger berichten uit Europa had kunnen ontvangen.
Een vanuit de Verenigde Staten bestelde booglampzender met een vermogen van 100-160 kW voor een golflengte van 6000-7000 meter werd geïnstalleerd in een door De Groot ontworpen nieuw gebouwd zendergebouw ten zuiden van Bandoeng op de hoogvlakte van Malabar. Met een zelfontworpen zendantenne, die werd gespannen tussen twee wanden van de Malabar-kloof, moest de zender worden getest. In Nederland bleek dat men echter geen geschikte ontvangstapparatuur had, waardoor De Groot vanuit Indië zelf maar een door hem gebouwde ontvanger met de Hr.Ms. De Zeven Provinciën verstuurde. In juni 1919 werden de eerste radiosignalen vanuit Radio Malabar ontvangen.

### Radio Kootwijk
In Nederland werd door het ministerie van Koloniën en de P&T na veel getalm en geharrewar gekozen om Radio Malabar een Telefunken-machinezender met een vermogen van 800 kW te sturen, terwijl voor de zender in Nederland gekozen werd voor een 3400-3600 kW Poulsen-zender, die geïnstalleerd moest worden in het daartoe in Kootwijk gebouwde zendgebouw, dat Radio Kootwijk als naam kreeg. Opdat de ontvangstinstallatie niet zou worden beïnvloed door de zendinstallatie moesten werd deze op ruime afstand van de zender gesitueerd. Het ontvangstgebouw van de P&T stond in Sambeek en was in oktober 1919 bedrijfsgereed, terwijl het zendgebouw in Kootwijk dat in 1923 was. Op 5 mei 1923 zou de officiële opening plaatsvinden door het versturen van een telegram van gouverneur-generaal Dirk Fock in Malabar aan de koningin. De zender in Malabar bevatte ter plaatse ontworpen en gebouwde onderdelen. Verzending van de telegram lukte die dag niet, wat De Groot in verlegenheid bracht. Hij moest zich verweren tegen negatieve kritieken in krantenberichten en tegen Indische radio-amateurs, die hem verdachten een luisterverbod op touw te hebben gezet. Alles was slechts te wijten aan zijn gebrek aan ervaring in bedrijfsvoering, wat in die tijd meer voorkwam.

### Korte golven
Door de opkomst van zenders met trioden die op de korte golf op golflengten van 10-100 meter en met slechts enkele kilowatts werkten, werden eveneens grote afstanden overbrugd. Zo wist van uit het Haagse PTT-laboratorium radiopionier dr.ir. N. Koomans in juni 1925 een verbinding tot stand te brengen met het Malabarse PTT-ontvangststation Rantja Ekek. De Groot zag echter weinig voordelen in de kortegolfzenders, wat hij in 1926, tijdens zijn tweede verlofperiode in Nederland, bij zijn redevoering in belang van de Indische Radiodienst voor het Koninklijk Instituut van Ingenieurs (KIVI) benadrukte.
In 1925 werd hij bij zijn terugkomst in Indië tot hoofd van de Technische Telegraaf- en Telefoondienst benoemd. Omdat hij in eerste instantie bleef vasthouden aan de langegolfradiotheorie liet hij nog enkele langegolfradioinstallaties bouwen. Vanwege aanhoudende successen van concurrenten, zoals Philips met de PHOHI, met verbindingen tussen Nederland en Indië, liet ook hij zich niet onbetuigd. In 1927 werd de Europeesche Radio omroep op de korte golf opgericht met een in de Philips Laboratoria geconstrueerde zender. De Groot toonde zijn kennis over de techniek voor kortegolfradio aan door een nog in aanbouw zijnd langegolfradiostation binnen een maand om te bouwen naar een 17,4 meter kortegolfradiostation. De uitgezonden telefoniesignalen van dit station werden in mei 1927 door het inmiddels van vanuit Sambeek verhuisde PTT-station Meijendel opgevangen.
Wereldwijd werd in een snel stijgend tempo via de korte golf gewerkt. Doordat het kortegolfspectrum overvol dreigde te raken, zou in de herfst van 1927 in Washington een congres worden georganiseerd om tot een internationaal verdrag over gebruik van de korte golf te komen, de Washington International Radiotelegraph Conference. De Groot meldde zich hier voor aan om het congres tijdens zijn derde verlofperiode te bezoeken. Op 16 februari 1927 was zijn echtgenote in Bandoeng overleden en hij wilde eerst haar stoffelijk overschot naar Nederland laten overbrengen om haar daar te laten herbegraven. In juli 1927 vertrok De Groot met het s.s. 'Jan Pietersz. Coen' naar Nederland, maar op de Rode Zee werd hij getroffen door een beroerte, waaraan hij tijdens de doortocht door het Suezkanaal overleed.

## Galerij

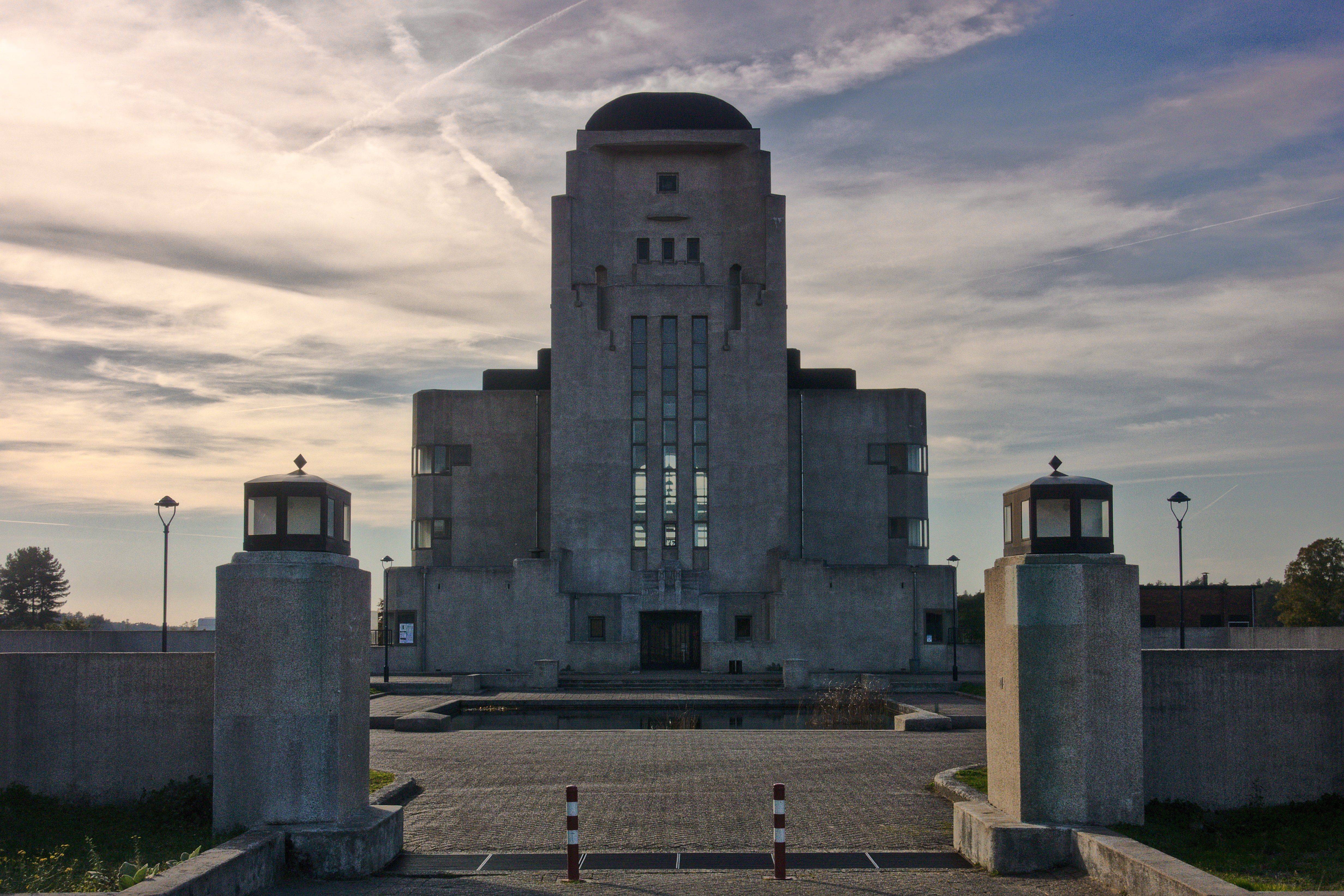
Radio Kootwijk in 2018.
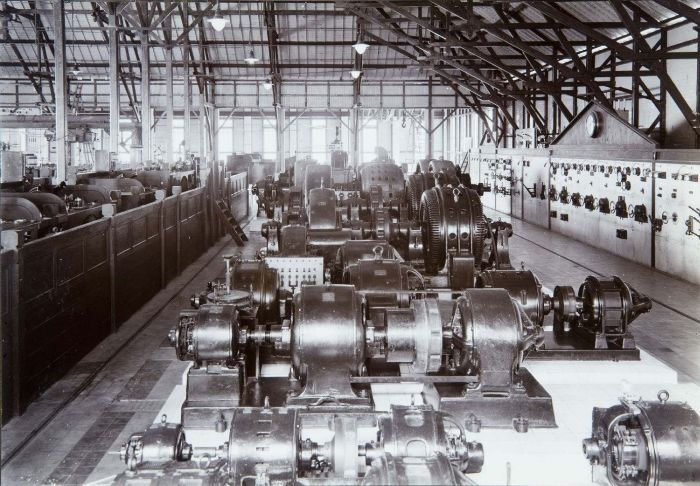
Machines van Radiostation Malabar.
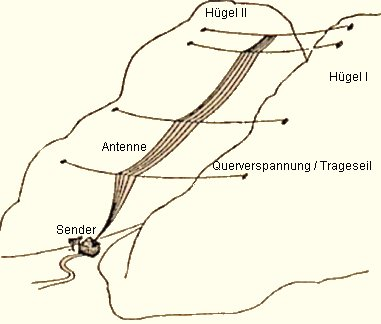
Antenne van de Lichtbogen-radiozender in Malabar. Dit type antenne is een meerdraderige "platte" antenne dat krachtige langegolfradiobanden kan uitzenden.